# Брюбак
Брюба́к (фр. Bruebach) — коммуна на северо-востоке Франции в регионе Гранд-Эст (бывший Эльзас — Шампань — Арденны — Лотарингия), департамент Верхний Рейн, округ Мюлуз, кантон Брёнстат. До марта 2015 года коммуна административно входила в состав упразднённого кантона Мюлуз-Сюд (округ Мюлуз).
Площадь коммуны — 7,01 км², население — 1024 человека (2006) с тенденцией к стабилизации: 1020 человек (2012), плотность населения — 145,5 чел/км².

## Население
Численность населения коммуны в 2011 году составляла 1020 человек, а в 2012 году — 1020 человек.
| 1962 | 1968 | 1975 | 1982 | 1990 | 1999 | 2005 | 2006 | 2010 | 2011 | 2012 |
| ---- | ---- | ---- | ---- | ---- | ---- | ---- | ---- | ---- | ---- | ---- |
| 359  | 435  | 494  | 687  | 901  | 953  | 1027 | 1024 | 1031 | 1020 | 1020 |

Динамика населения:

## Экономика
В 2010 году из 680 человек трудоспособного возраста (от 15 до 64 лет) 507 были экономически активными, 173 — неактивными (показатель активности 74,6 %, в 1999 году — 71,0 %). Из 507 активных трудоспособных жителей работали 466 человек (244 мужчины и 222 женщины), 41 числились безработными (21 мужчина и 20 женщин). Среди 173 трудоспособных неактивных граждан 54 были учениками либо студентами, 78 — пенсионерами, а ещё 41 — были неактивны в силу других причин.
На протяжении 2011 года в коммуне числилось 402 облагаемых налогом домохозяйства, в которых проживало 1010 человек. При этом медиана доходов составила 28115 евро на одного налогоплательщика.